# 최자두
최자두는 《안녕 자두야의 주인공이다.

## 캐릭터 소개
밝고 생기넘치는 성격의 소녀이지만 먹을 것과 돈에 욕심이 많고, 용돈을 받기 위해 사기극을 남발한다. 신기하게 어느 게임이든지 간에 다 잘한다. 공부는 못하고 여자 아이지만 남자 아이처럼 매우 활동적으로 놀아서 여기저기 다친 적이 많아 엄마에게 호통을 받았지만 또래의 남자 아이들과는 곧잘 놀고 있다. MBTI는 ENFP.

## 성격
괄괄하고 장난꾸러기이며, 보이시하다. 용감하고 적극적이고 사교적이어서 친구도 많고, 털털한데다가 운동신경이 뛰어나다. 남자아이처럼 축구, 야구를 잘한다. 그리고 군것질, 게임, 체육시간, 달콤한 것을 좋아한다. 

## 취미
취미로는 운동(축구, 야구 등)이 있고 먹는것 또한 취미 중 하나이다.

## 좋아하는 것
초코 과자
축구
야구
짜장면
고기
단짝친구 민지 
동생들
케이크
삼계탕
이기는 것
초콜릿
소시지
바나나
애완동물 (특히 고양이.)
계란
체육
노는 것
마론인형
장난치기
보이시한 것
군것질
치마

## 가족관계, 다른 캐릭터들과의 관계

### 최호돌
아빠. 딸을 피하려는 구석이 있지만 사이가 나쁠 때도 있고 좋을 때가 있어서, 거의 맞붙는 수준이다. 살짝 버릇이나 철이 없는 행동을 한다.

### 김난향(이난향)
엄마. 사이가 좋을 때가 있고 안 좋을 때도 있다. 가끔씩 크게 싸운다. 자두를 자주 부려먹는다.

### 최미미
최자두의 여동생으로 승기의 친누나. 초등학교 1학년이고 언니 최자두와 달리 여성스럽고 예쁜 성격이며, 애교가 많다.

### 최승기
최자두와 최미미의 남동생이지만 첫째 누나 자두를 혐오하는 기색을 보이지만, 자두는 아껴주고 있으며 자두가 승기를 애기라고도 부른다.

### 김민지
단짝 친구로 자두와 늘 같이 다니는 순수하고 차분하고 조용하지만 어떨 때는 무서움과 공주병이 있다.

### 이윤석
같은 반 친구로 자두를 좋아한다. 훗날에 애니메이션에서 자두와 결혼해서 최자두의 남편이 된다.

## 같이 보기
- 안녕 자두야